# Kanavere
Kanavere – wieś w Estonii, w prowincji Harju, w gminie Kose.